# Grevillea polychroma
Grevillea polychroma är en tvåhjärtbladig växtart som först beskrevs av Molyneux & Stajsic, och fick sitt nu gällande namn av Molyneux & Stajsic. Grevillea polychroma ingår i släktet Grevillea och familjen Proteaceae. Inga underarter finns listade i Catalogue of Life.